# Puerto Viejo (Algorta)
El Puerto Viejo de Algorta (en euskera Portu Zaharra) es un barrio de pescadores situado en la localidad de Guecho (Vizcaya, País Vasco).

## Historia
El barrio ha sobrevivido al paso del tiempo, conservando todo su encanto. Surgió en el siglo XVIII como pueblo de pescadores y ya en el siglo XIX se extendió ladera arriba dando lugar al barrio de Algorta. Se articula en torno a 3 calles: Puerto Viejo, Ribera y Nueva.
La actividad marinera del puerto de Algorta estuvo siempre adaptada a las particulares condiciones del Abra: físicas, meteorológicas, corrientes etc. como económicas, como punto de entrada del puerto de Bilbao. Uno de sus principales activos profesionales fue la experiencia de los marinos algorteños sobre el Abra y la navegación en general. El otro, la posición geográfica de Algorta, dominando la entrada del Abra y con las mejores atalayas para controlar la navegación de la zona. Inicialmente, Algorta era solo un pequeño enclave con una población dedicada a actividades relacionadas con el mar.
En el primer tercio del S XVII nació la Cofradía de mareantes de San Nicolás de Algorta. El cargo principal era el de Mayordomo, elegido por todos los miembros. Las reuniones se hacían inicialmente junto al cementerio de la iglesia de Santa María, pero pasaron pronto (1634) a la ermita de San Nicolás en el Puerto Viejo, y de ahí, un siglo después, a la casa Etxetxu, construida para ese fin y que aún puede visitarse. La casa Etxetxu, de una única planta cerrada, con un soportal abierto y banco corrido, durante algún tiempo albergó el antiguo Ayuntamiento de Getxo. Se puede considerar como centro indiscutible del Puerto Viejo.

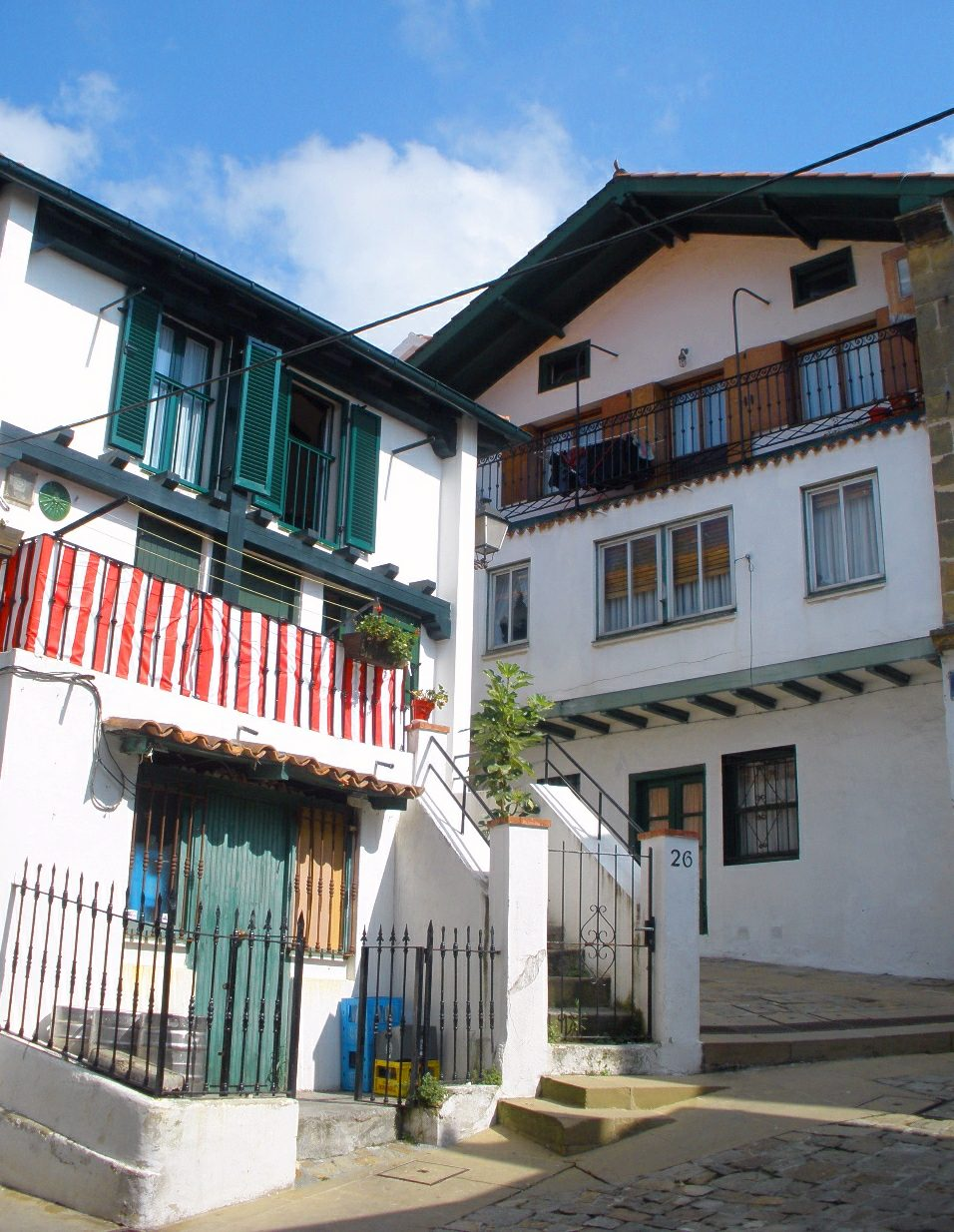
Guecho, Algorta 06

Las casas de pescadores de alegres colores forman desordenadas y estrechas callejuelas donde actualmente se pueden encontrar gran cantidad de restaurantes y tabernas. Es un lugar de encuentro durante los fines de semana de gran cantidad de getxotarras y visitantes de otros lugares que bajan a sus calles a tomar 'pintxos' o simplemente a pasear y contemplar la bahía de El Abra.

### Personajes del Puerto Viejo
Txo (el grumete) Era el más joven de la tripulación, el primero que se levantaba (puesto que su cometido en tierra era despertar, casa por casa, a todos los marineros) y el último que subía a bordo. También reunía a los voluntarios que acudían a socorrer a los damnificados de los naufragios. Su figura es el símbolo de las fiestas del Puerto Viejo.

### Fiestas del Puerto Viejales
- En el Puerto Viejo tienen lugar sus fiestas patronales dedicadas a San Nicolás (12 de agosto). Estas fiestas se celebran desde muy antiguo (sin datos oficiales) por los maestres de lanchas y la marinería del Puerto Viejo, que honraban a San Nicolás de Bari con cultos y festejos. Al convertirse canónicamente la ermita en parroquia (1808) la festividad del Patrono adquirió solemnidad de fiesta principal del barrio. Todos los años se realiza también la celebración del Corpus Christi (mayo-junio).En las fiestas populares de este pequeño puerto, fue donde se puso nombre a una de las mezclas más internacionales, el calimocho.[3]

## Lugares de interés
Puntos de interés en el Puerto Viejo:
- Antigua Ermita de San Nicolás   Las primeras noticias sobre la existencia de la Antigua Ermita de San Nicolás datan de 1634, cuando la Cofradía de Mareantes de San Nicolás de Algorta la eligió como sede para sus primeras reuniones. Ya en el siglo XIX, la ermita como tal fue clausurada, aunque se le otorgaron nuevos usos llegando a ser Escuela Náutica. A principios de siglo XX, en 1948, tras ser reformada se reconvirtió en una casa de vecinos perdiendo toda su esencia primigenia, ya que únicamente se conserva el ábside central de la construcción.

- Arrantzale y Sardinera

Estas dos esculturas rinden homenaje a dos antiguas profesiones del Puerto Viejo, actualmente perdidas. La de sardinera, obra del escultor José Luis Butrón, y el arrantzale, obra del escultor Luis Iñiguez, se encuentran ubicadas junto al pretil de Riberamune.
- Casa Etxetxu

Este edificio fue construido en el siglo XVIII por la cofradía de Mareantes como sede de sus reuniones. La casa Etxetxu, de una única planta cerrada, con un soportal abierto y banco corrido, durante algún tiempo albergó el antiguo Ayuntamiento de Getxo. Se puede considerar como centro indiscutible del Puerto Viejo.
- Riberamune

Situado justo al lado de Etxetxu en el descansillo de las escaleras que llevan al puerto, este pretil fue, durante generaciones, el lugar habitual de reunión de marinos y pescadores desde donde otear el horizonte.
- Asuerka

Con unas vistas espectaculares al mar, a pocos metros de metros de Riberamune , se encuentra la plaza Asuerka.  Es conocida en la tradición oral con el nombre de Suerka.
- Sireno de Getxo

Esta fotografía es creación del autor argentino Marcos López. Fue expuesta en Getxophoto y posteriormente comprada por el Ayuntamiento de Guecho para ser expuesta en el Puerto Viejo. Se trata de una obra de arte dinámica que interactúa con el mar, dejando ver u ocultando parte de la misma en función de las mareas.
El Puerto Viejo es en su gran mayoría el escenario donde se desarrolla la novela de Unai Elorriaga Un tranvía en SP, llevada al cine por Aitzol Aramaio con el nombre de Un poco de chocolate, protagonizada por Héctor Alterio y Daniel Brühl. 

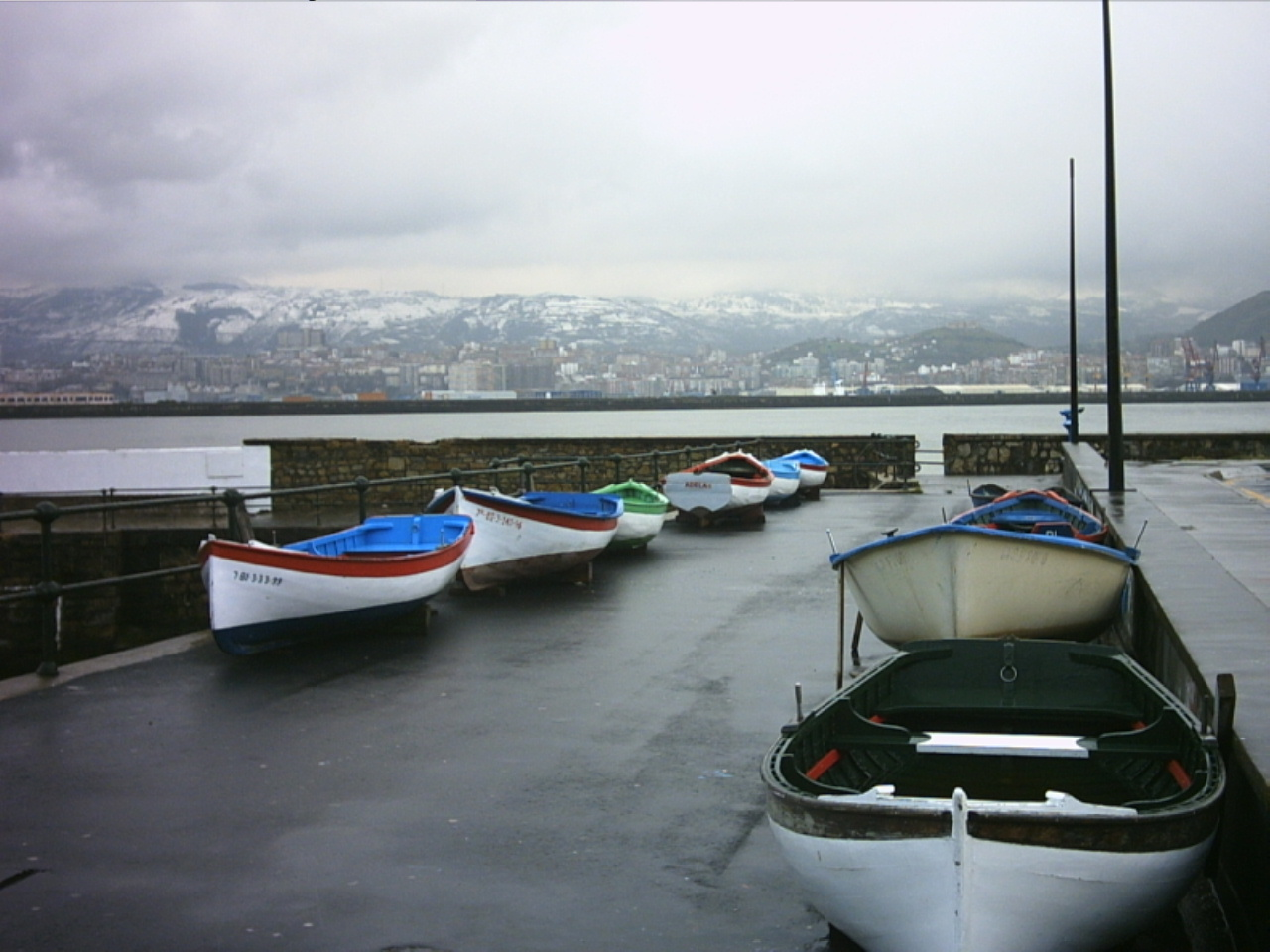
Barcas.